# Drosera uniflora
Drosera uniflora es una especie de planta insectívora del género Drosera nativa del sur de Argentina, Chile y las Islas Malvinas. 

## Descripción
Es una pequeña rocío de sol con una flor solitaria blanca como indica su nombre. Las glándulas ubicadas en sus hojas, que secretan un mucílago pegajoso en los extremos, son utilizadas para capturar y retener presas de insectos, de los cuales la planta  obtiene los nutrientes que no puede obtener en cantidades suficientes del suelo. Fue formalmente descrita en 1809 por el botánico Carl Ludwig Willdenow.

## Filogenia
De acuerdo a Rivadavia et al. (2003), la Drosera uniflora y su hermana genética y morfológica Drosera stenopetala de Nueva Zelanda, probablemente deriva de Australia, que, como hogar de más de 80 especies, es genéticamente rica en Droseras y puede ser considerada como un nexo para el género. "El árbol rbcL muestra que las especies sudamericanas derivan de la dispersión de Australia." Aunque Drosera arcturi, que es nativa de Nueva Zelanda y el sudeste de Australia, está emparentada sobre la base de una morfología similar, "en el árbol rbcL, Drosera arcturi no estaba estrechamente emparentada con Drosera stenopetala y Drosera uniflora".

## Hábitat y distribución
Como es habitual en las droseras, la D. uniflora vive en suelos pobres en nutrientes (suelo utilizado en el sentido más amplio como todo lo que estimula el crecimiento), y se basa en insectos para complementar sus requerimientos nutricionales. Pero a diferencia de la mayor parte del género, prefiere tener sus raíces en el agua, y puede encontrarse en pantanos, páramos o zonas con mucha agua que carecen de nitrógeno y fósforo orgánico, nutrientes que recibe de los insectos que captura y digiere. En Chile crece en las montañas cercanas al océano en altitudes entre 500 y 2000 metros; normalmente en el norte frente a laderas o zonas de nivel, ya que le gusta mucho el sol. Además de las Islas Malvinas, se la ha encontrado en Tierra del Fuego y el extremo norte del bosque de la Patagonia. Aunque Barthlott et al.  ha declarado que se la encontró creciendo en la Isla Clarence de la costa antártica, pareciera más probable que hubo una confusión con la Isla Clarence (Chile), ya que en la Antártida solo se conocen dos plantas con flores, ninguna de las cuales es D. uniflora.

## Método de alimentación
Drosera uniflora captura sus presas a través de un "mecanismo de captura adhesiva" usando “tentáculos móviles”. Lás glándulas en los extremos de los tentáculos "secretan un mucílago pegajoso," una adaptación compartida con el resto del género Drosera, que impide a la planta pegarse con su propio mucílago, como podría esperarse. El mucílago producido por cada glándula forma una gota que atrae a los insectos.  Cuando un insecto se posa en la hoja, se adhiere a las gotas de mucílago y los tentáculos se cierran alrededor del insecto, sofocándolo. Los tentáculos y glándulas sésiles liberan peptidasa y fosfatasa juntos a otras enzimas digestivas para digerir al insecto.  Los nutrientes son tomados por los tentáculos y glándulas en la superficie de la hoja.

## Taxonomía
Fue formalmente descrita por primera vez por Carl Ludwig Willdenow y publicado en Enumeratio Plantarum Horti Botanici Berolinensis, . . . 340. 1809.
Etimología
Drosera: tanto su nombre científico –derivado del griego δρόσος (drosos): "rocío, gotas de rocío"– como el nombre vulgar –rocío del sol, que deriva del latín ros solis: "rocío del sol"– hacen referencia a las brillantes gotas de mucílago que aparecen en el extremo de cada hoja, y que recuerdan al rocío de la mañana.
uniflora: epíteto latino que se refiere a que tiene una sola flor. 
Sinonimia
- Drosera macloviana Gand.[11][12]